# Museo nazionale di San Matteo
Museo Nazionale di San Matteo er et museum der fremviser værker fra eklastiske bygninger fra byen og provinsen Pisa i Toscana, Italien.

## Samlinger
Værkerne på museet går fra middelalderen og frem til 1500-tallet. Den indeholder bl.a. skulpturer af Nicola Pisano og Donatello. Der findes en rig samling af antikker malerier, inklusive af malere som Berlinghiero Volterrano, Giunta Pisano, Simone Martini, Lippo Memmi, Francesco Traini, Masaccio, Beato Angelico, Benozzo di Lese og Ghirlandaio. Derudover har museet også et samling af illuminerede manuskripter, religiøst træskærearbejde fra 1200-1400 og antik keramik.

## Historie
Kernen i samlingen blev startet i 1796 med en donation fra Sebastiano Zucchetti fra Pisa Katedral. Der blev tilføjet flere værker efter Napoleon lukkede mange religiøse steder, og igennem kunstakademiet. I 1893 grundlagde Igino Benvenuto Supino Pisa Museo Civico. I 1949 blev samlingen fra Museo Civico med danne grundstenen i det nuværende Museo Nazionale.